# 25333 Britwenger
25333 Britwenger este un asteroid din centura principală de asteroizi.

## Descriere
25333 Britwenger este un asteroid din centura principală de asteroizi. A fost descoperit pe 18 mai 1999 la Socorro, New Mexico, în cadrul proiectului LINEAR. Asteroidul prezintă o orbită caracterizată de o semiaxă mare de 2,31 ua, o excentricitate de 0,17 și o înclinație de 4,9° în raport cu ecliptica.